# Korwin (wieś)
Korwin – wieś w Polsce położona w województwie wielkopolskim, w powiecie słupeckim, w gminie Słupca.
W latach 1975–1998 miejscowość administracyjnie należała do województwa konińskiego.